# Cantó de Montbasens
El cantó de Montbasens és un cantó francès al districte de Vilafranca de Roergue (departament de l'Avairon) amb capital cantonal a Montbasens. Compta amb tretze municipis: Brandonet, Complibat, Drulha, Galganh, Lanuéjouls, Luganh, Malavila, Montbasens, Peirussa del Ròc, Privasac, Rocennac, Valzèrgas i Vaurelhas.
| Data d'elecció                           | Identitat        | Partit | Qualitat |
| ---------------------------------------- | ---------------- | ------ | -------- |
| 1949-1955                                | Alphonse Lazuech |        |          |
| 1955-1992                                | Louis Lazuech    | UDF    |          |
| 1992-1998                                | Aimé Roux        | UDF    |          |
| 1998-2004                                | Claude Catalan   | PS     |          |
| Des del 2004                             | Gisèle Rigal     | UMP    |          |
| les dades anteriors no són pas conegudes |                  |        |          |

| 1962  | 1968  | 1975  | 1982  | 1990  | 1999  | 2006  |
| ----- | ----- | ----- | ----- | ----- | ----- | ----- |
| 7.060 | 7.406 | 7.003 | 6.894 | 6.473 | 6.169 | 6.457 |